# Phare de Morgan Point
Le phare de Morgan Point est un phare, situé à Noank dans le Connecticut, aux États-Unis, sur la rive ouest de l'embouchure de la Mystic River.
Ce phare fait partie d'un district historique inscrit au Registre national des lieux historiques depuis 1979 sous le n° 79002656  .

## Histoire
En 1831, la première tour de granite, haute de 7,6 m, était construite. Cependant, il y eut beaucoup de plaintes contre le fait que la lumière était trop sombre. Alors que la construction navale devenait importante dans la région, un nouveau phare était une nécessité, et c'est ainsi que le phare actuel fut construit en 1868.
La structure est basée sur la même conception que les phares de :
- Phare de Sheffield Island (Norwalk)
- Phare de Great Captain Island (Greenwich)
- Phare d'Old Field Point et Phare de Plum Island (New York)
- Phare nord de Block Island (Rhode Island)[2].

En 1919, Morgan Point fut arrêté et vendu à un propriétaire privé. Ce n'est plus un phare actif, et il n'est pas ouvert au public.